# Ousmane Koné
Ousmane Koné, né le 19 mai 1952, est un homme politique malien qui a été ministre de la Santé et de l'Hygiène publique au Conseil des ministres du Mali de 2013 à 2015 . Il a obtenu une licence au lycée Askia Mohamed en 1972. Il a également étudié à l'École nationale d'administration (ÉNA) de Bamako, à l'Université de Montpellier et à l'Institut agronomique méditerranéen de Montpellier. De 2002 à 2013, il a été conseiller technique auprès du ministère de la Santé.